# لجنة البرلمان الأوروبي للسوق الداخلية وحماية المستهلك
لجنة السوق الداخلية وحماية المستهلك (بالإنجليزية: Committee on the Internal Market and Consumer Protection)‏ المعروفة اختصاراً بـ IMCO هي إحدى لجان البرلمان الأوروبي.

## عمل اللجنة
اللجنة مسؤولة عن:
- التنسيق على مستوى الاتحاد للتشريعات الوطنية في مجال السوق الداخلية والاتحاد الجمركي، ولا سيما:
  - حرية حركة السلع بما في ذلك توحيد المعايير الفنية
  - حق التأسيس
  - حرية تقديم الخدمات (باستثناء القطاعين المالي والبريدي)
- الإجراءات الهادفة لتحديد وإزالة العقبات المحتملة التي تعوق عمل السوق الداخلية
- تعزيز وحماية المصالح الاقتصادية للمستهلكين (باستثناء قضايا الصحة العامة وسلامة الأغذية) في سياق إنشاء السوق الداخلية.